# 奥尔日河畔比安库尔
奥尔日河畔比安库尔（法語：Biencourt-sur-Orge，法語發音：[bjɛ̃kuʁ syʁ ɔʁʒ]）是法国默兹省的一个市镇，属于巴勒迪克区。

## 地理
奥尔日河畔比安库尔（48°33'48"N, 5°20'52"E）面积12.38 平方千米，位于法国大東部大區默兹省，该省份为法国西北部内陆省份，北与比利时接壤，西接马恩省和阿登省，南至上马恩省和孚日省，东临默尔特-摩泽尔省。
与奥尔日河畔比安库尔接壤的市镇（或旧市镇、城区）包括：库韦尔皮、埃维利耶、索河畔蒙捷、里博库尔、圣茹瓦尔、特雷沃赖。

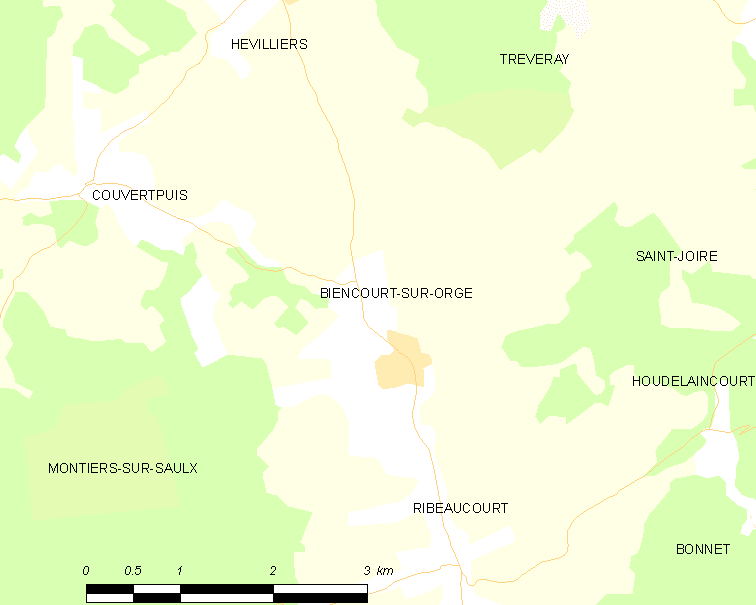
奥尔日河畔比安库尔的OSM定位图

奥尔日河畔比安库尔的时区为UTC+01:00、UTC+02:00（夏令时）。

## 行政
奥尔日河畔比安库尔的邮政编码为55290，INSEE市镇编码为55051。

## 政治
奥尔日河畔比安库尔所属的省级选区为利尼昂巴鲁瓦县。

## 人口

1962-2008年间奥尔日河畔比安库尔人口变化图示

奥尔日河畔比安库尔于2022年1月1日时的人口数量为112人。